# Mettauertal
Mettauertal es una comuna suiza del cantón de Argovia, situada en el distrito de Laufenburgo. Limita al norte con las comunas de Albbruck (DE-BW) y Schwaderloch, al noreste con Leibstadt, al este con Leuggern y Mandach, al sureste con Villigen, al suroeste con Gansingen, al oeste con Laufenburg, y al noroeste con Laufenburg (DE-BW)
La comuna actual es el resultado de la fusión el 1 de enero de 2010 de las antiguas comunas de Etzgen, Hottwil, Mettau, Oberhofen y Wil.